# Lester Kline
Lester Les Stinley Kline (6 avril 1906 - 22 mars 1997) était un animateur et réalisateur américain.

## Filmographie

### Comme animateur
- 1930 : Mars (film)
- 1930 : Alaska
- 1930 : Africa (en)
- 1930 : Mexico
- 1930 : The Navy
- 1930 : The Fowl Ball
- 1930 : The Singing Sap
- 1931 : The Hunter (en)
- 1931 : The Bandmaster
- 1931 : Fireman
- 1931 : The Farmer
- 1931 : Shipwreck
- 1931 : College, non crédité
- 1931 : China, non crédité
- 1932 : The Butcher Boy
- 1932 : Beau and Arrows
- 1932 : Mechanical Man
- 1932 : Grandma's Pet
- 1933 : The Merry Old Soul
- 1933 : She Done Him Right
- 1933 : King Klunk
- 1933 : The Lumber Champ
- 1933 : Merry Dog
- 1934 : Toyland Premiere
- 1934 : Jolly Little Elves
- 1934 : Wax Works (en)
- 1934 : 'Wolf! Wolf!'
- 1935 : Bronco Buster
- 1935 : Three Lazy Mice
- 1935 : Springtime Serenade
- 1935 : Candyland
- 1936 : Beach Combers (en)
- 1937 : The Air Express
- 1937 : The Playful Pup
- 1937 : The Wily Weasel
- 1938 : Feed the Kitty
- 1939 : The Sleeping Princess
- 1939 : 'A Haunting We Will Go'
- 1940 : Crazy House, non crédité
- 1941 : Pantry Panic, non crédité
- 1942 : Goodbye Mr. Moth, non crédité
- 1942 : Under the Spreading Blacksmith Shop, non crédité
- 1942 : Mother Goose on the Loose
- 1943 : The Painter and the Pointer
- 1943 : Boogie Woogie Man Will Get You If You Don't Watch Out
- 1943 : Andy Panda's Victory Garden
- 1943 : Egg Cracker Suite
- 1944 : The Beach Nut
- 1944 : Abou Ben Boogie, non crédité
- 1944 : Fish Fry, non crédité
- 1944 : The Barber of Seville
- 1945 : Crow Crazy
- 1945 : Pied Piper of Basin Street, non crédité
- 1945 : The Poet & Peasant
- 1946 : The Reckless Driver
- 1946 : Bathing Buddies (en), non crédité
- 1946 : Who's Cookin Who?
- 1946 : Musical Moments from Chopin
- 1947 : The Bandmaster
- 1947 : Well Oiled
- 1947 : Woody, the Giant Killer, non crédité
- 1947 : The Coo Coo Bird, non crédité
- 1948 : Wet Blanket Policy
- 1948 : Wacky Bye Baby
- 1948 : Banquet Busters
- 1949 : Scrappy Birthday
- 1956 : Niagara Fools
- 1957 : Dopey Dick, the Pink Whale
- 1957 : Fodder and Son (en)
- 1957 : Round Trip to Mars
- 1957 : International Woodpecker
- 1957 : The Unbearable Salesman (en)
- 1957 : Box Car Bandit (en)
- 1957 : Red Riding Hoodlum
- 1958 : Jittery Jester
- 1958 : Tree's a Crowd (en)
- 1958 : Everglade Raid (en)
- 1958 : Half Empty Saddles
- 1958 : His Better Elf
- 1958 : Salmon Yeggs
- 1958 : Misguided Missile
- 1959 : Kiddie League
- 1959 : The Tee Bird
- 1959 : Bee Bopped
- 1959 : Log Jammed
- 1959 : Tomcat Combat
- 1959 : Truant Student
- 1960 : Fowled Up Falcon
- 1960 : Fish Hooked
- 1960 : Bats in the Belfry
- 1960 : How to Stuff a Woodpecker
- 1960 : Pistol Packin' Woodpecker
- 1960 : Ballyhooey
- 1961 : Case of the Red-Eyed Ruby
- 1961 : Mississippi Slow Boat
- 1961 : St. Moritz Blitz
- 1961 : The Bird Who Came to Dinner
- 1961 : Rough and Tumble-Weed
- 1962 : Hyde and Sneak
- 1962 : Careless Caretaker
- 1962 : Home Sweet Home Wrecker
- 1963 : Hi-Seas Hi-Jacker
- 1963 : Pesky Pelican
- 1963 : Case of the Cold Storage Yegg
- 1963 : Charlie's Mother-in-Law
- 1963 : Coming Out Party
- 1964 : Le Woody Woodpecker Show, 1 épisode
- 1964 : Roof-Top Razzle Dazzle
- 1964 : Rah Rah Ruckus
- 1965 : What's Peckin'
- 1965 : Davey Cricket
- 1965 : Guest Who?
- 1965 : Case of the Elephant's Trunk
- 1966 : South Pole Pals
- 1966 : Astronut Woody
- 1966 : Snow Place Like Home
- 1966 : Operation Shanghai
- 1966 : Foot Brawl
- 1966 : Polar Fright
- 1967 : Chiller Dillers
- 1967 : Chilly Chums
- 1967 : Chilly and the Woodchopper
- 1967 : Secret Agent Woody Woodpecker
- 1967 : Horse Play
- 1967 : Hot Time on Ice
- 1967 : The Nautical Nut
- 1967 : Hot Diggity Dog
- 1967 : Vicious Viking
- 1967 : Have Gun - Can't Travel
- 1967 : Mouse in the House
- 1967 : Sissy Sheriff
- 1967 : Window Pains
- 1968 : Highway Hecklers
- 1968 : Feudin Fightin-N-Fussin
- 1968 : Jerky Turkey
- 1969 : Chilly and the Looney Gooney
- 1969 : Tumble Weed Greed
- 1969 : Project Reject
- 1969 : Charlie's Campout
- 1970 : Buster's Last Stand
- 1970 : Hi-Rise Wise Guys
- 1970 : Coo Coo Nuts
- 1970 : Chilly's Ice Folly
- 1970 : Wild Bill Hiccup
- 1970 : Gooney's Goofy Landings
- 1970 : A Gooney Is Born
- 1970 : Charlie's Golf Classic
- 1971 : Sleepy Time Chimes
- 1971 : Flim Flam Fountain
- 1971 : How to Trap a Woodpecker
- 1971 : The Reluctant Recruit

### Comme réalisateur
- 1938 : Tail End
- 1938 : Silly Seals
- 1938 : Ghost Town Frolics
- 1938 : The Rabbit Hunt
- 1938 : The Disobedient Mouse
- 1939 : Soup to Mutts
- 1939 : The Magic Beans